# 1684
| 1684               |
| ------------------ |
| Dødsfald - Fødsler |
|                    |

| Gregoriansk kalender | 1684 MDCLXXXIV          |
| Ab urbe condita      | 2437                    |
| Armensk kalender     | 1133 ԹՎ ՌՃԼԳ            |
| Kinesiske kalender   | 4380 – 4381 癸亥 – 甲子 |
| Etiopisk kalender    | 1676 – 1677             |
| Jødisk kalender      | 5444 – 5445             |
| Hindukalendere       |                         |
| - Vikram Samvat      | 1739 – 1740             |
| - Shaka Samvat       | 1606 – 1607             |
| - Kali Yuga          | 4785 – 4786             |
| Iransk kalender      | 1062 – 1063             |
| Islamisk kalender    | 1095 – 1096             |

Konge i Danmark: Christian 5. 1670-1699
Se også 1684 (tal)

## Begivenheder
- 21. marts – Giovanni Domenico Cassini opdager Saturn-månerne Tethys og Dione.

## Født
- 3. december – Ludvig Holberg dansk-norsk forfatter fødes i Bergen. Han dør i 1754.

## Dødsfald
- Johann Melchior Gletle